# Rezolucija Vijeća sigurnosti UN-a 815
Rezolucija Vijeća sigurnosti UN-a 815, usvojena je 30. ožujka 1993. godina od strane Vijeća sigurnosti UN-a. Rezolucijom se potvrđuje djelovanje UNPROFOR-a na području Republike Hrvatske i utvrđuje da su UN-ove zaštićene zone (UNPA) na području Hrvatske integralni dijelovi teritorija Republike Hrvatske:
Originalni navod:
Hrvatski prijevod:

## Vanjske poveznice
- Security Council Resolutions 1993 - un.org (engl.)